# Egotel de Wallace
L'egotel de Wallace (Aegotheles wallacii) és una espècie d'ocell de la família dels egotèlids (Aegothelidae) que habita els boscos de les illes Aru i oest i sud de Nova Guinea.